# Stadion Engelab (Karadž)
Stadion Engelab (perz. ورزشگاه انقلاب; Varzešgah-e Engelab, dosl. Stadion Revolucije) je višenamjenski stadion u iranskom gradu Karadžu (nedaleko od Teherana). Nalazi se na sjeveru grada i dijelom je velikog športskog kompleksa. Stadion je izgrađen između 2001. i 2006. godine i ima kapacitet od 15.000 gledatelja. Najviše se rabi za nogometne susrete i matičnim je igralištem klubu Saipa Alborz. Stadionom upravlja Iranska organizacija za tjelesni odgoj.